# 110 Pułk Grenadierów (Cesarstwo Niemieckie)
110 Pułk Grenadierów im. Cesarza Wilhelma I (2 Badeński) (niem. 2. Badisches Grenadier-Regiment „Kaiser Wilhelm I.“ Nr. 110)  – pułk piechoty niemieckiej okresu Cesarstwa Niemieckiego.
Pułk został sformowany 22 października 1852. Stacjonował w Mannheim i Heidelbergu . Wchodził w skład XIV Korpusu Armijnego . Barwą pułku był biały.
W wyniku mobilizacji, w sierpniu 1914 pułk osiągnął gotowość bojową i w składzie 55 Brygady Piechoty 28 Dywizji został wysłany na front zachodni.

## Bibliografia

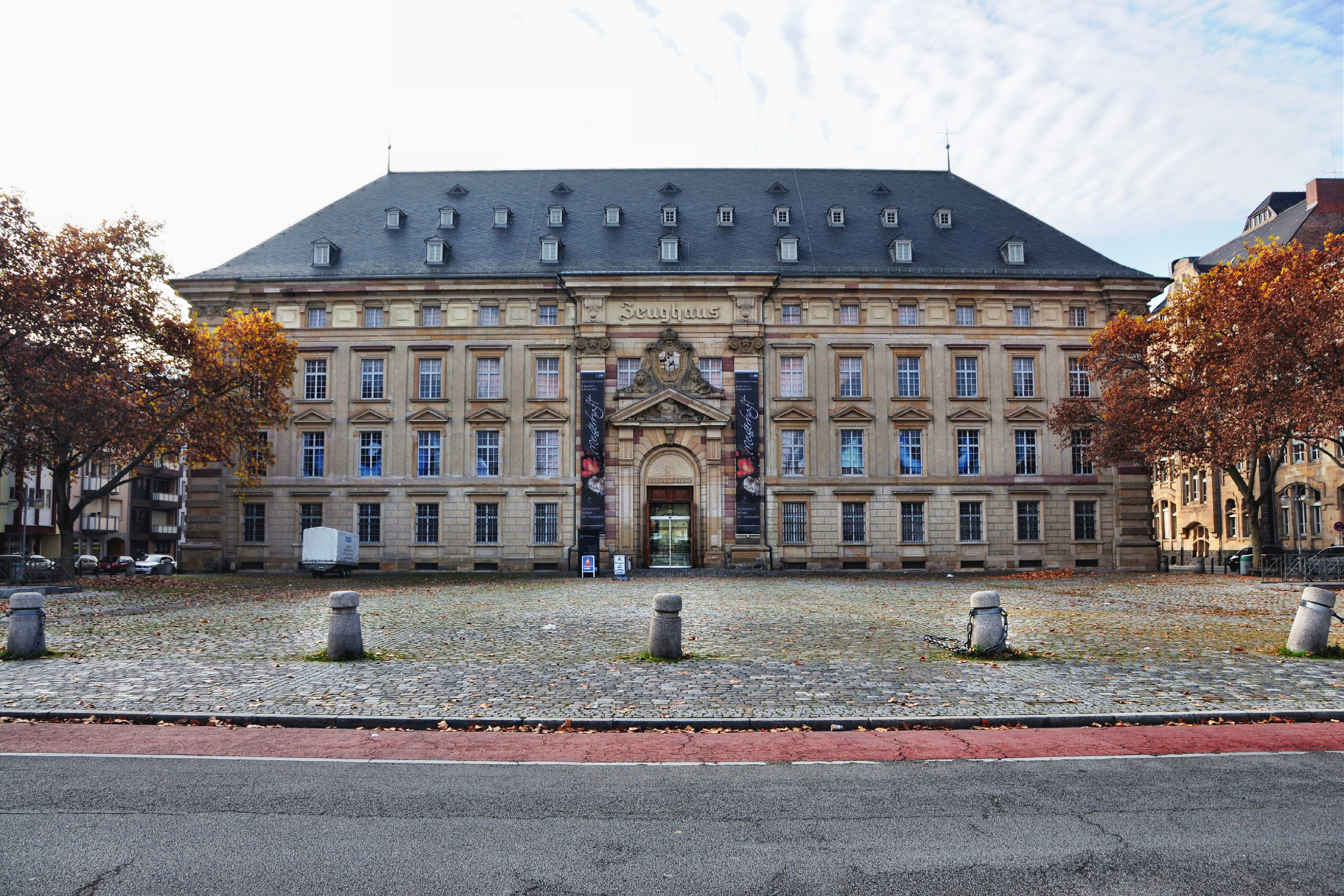
Koszary pułku